# Trémaouézan
Trémaouézan is een gemeente in het Franse departement Finistère (regio Bretagne) en telt 418 inwoners (2005). De plaats maakt deel uit van het arrondissement Brest.

## Geografie
De oppervlakte van Trémaouézan bedraagt 8,2 km², de bevolkingsdichtheid is 51,0 inwoners per km².
De onderstaande kaart toont de ligging van Trémaouézan met de belangrijkste infrastructuur en aangrenzende gemeenten.

## Demografie
Onderstaande figuur toont het verloop van het inwonertal (bron: INSEE-tellingen).
1. ↑  Populations de référence 2022.